# MBC情境喜劇
《MBC情境喜劇》是MBC週一至週五於晚上7時45分的播出的時段。

## 作品列表

### 青春情境喜劇
- 《三男三女》（남자 셋 여자 셋/男子 셋 女子 셋）: 1996年10月21日 ~ 1999年5月21日
- 《Jump》（점프）: 1999年5月31日 ~ 2000年2月11日
- 《家門的榮光》（가문의 영광/家門의 榮光）: 2000年2月14日 ~ 2000年5月12日
- 《男生女生向前走》（논스톱）: 2000年5月15日 ~ 2000年7月28日
- 《男生女生向前走2》（뉴 논스톱）: 2000年7月31日 ~ 2002年5月17日
- 《男生女生向前走3》（논스톱3）: 2002年6月28日 ~ 2003年9月12日
- 《男生女生向前走4》（논스톱4）: 2003年9月15日 ~ 2004年9月24日
- 《男生女生向前走5》（논스톱5）: 2004年10月4日 ~ 2005年10月21日
- 《彩虹羅曼史》（레인보우 로망스）: 2005年10月24日 ~ 2006年11月3日

### 日日情境喜劇
- 《兩個爸爸》（두 아빠）: 1995年10月16日 ~ 1996年1月11日
- 《不可阻擋的High Kick》（거침없이 하이킥!）: 2006年11月6日 ~ 2007年7月13日
- 《泡菜奶酪微笑》（김치 치즈 스마일）: 2007年7月23日 ~ 2008年1月18日
- 《大象》（코끼리）: 2008年1月21日 ~ 2008年7月18日
- 《可可島的祕密》（크크섬의 비밀/크크섬의 秘密）: 2008年7月21日 ~ 2008年10月3日
- 《那個男人》（그분이 오신다）: 2008年10月6日 ~ 2009年2月27日
- 《泰熙慧喬智賢》（태희 혜교 지현이/泰熙 慧喬 智賢이）: 2009年3月2日 ~ 2009年9月4日
- 《穿透屋頂的High Kick》（지붕뚫고 하이킥!）: 2009年9月7日 ~ 2010年3月19日
- 《越看越可愛》（볼수록 애교만점/볼수록 愛嬌滿點）: 2010年3月22日 ~ 2010年11月2日
- 《金枝玉葉向錢衝》（몽땅 내 사랑）: 2010年11月8日 ~ 2011年9月16日
- 《Highkick3短腿的反擊》（하이킥! 짧은 다리의 역습/하이킥! 짧은 다리의 逆襲）: 2011年9月19日 ~ 2012年3月29日
- 《Stand-By》（스탠바이）: 2012年4月9日 ~ 2012年10月5日
- 《媽媽是什麼》（엄마가 뭐길래）: 2012年10月8日 ~ 2012年11月2日（移至月火晚間播出，結局後，MBC便廢除情境喜劇的製作，目前為MBC最後一部情境喜劇）

### 月火情境喜劇
- 《媽媽是什麼》（엄마가 뭐길래）: 2012年11月5日 ~ 2012年12月25日（目前為MBC最後一部情境喜劇）

### 每週情境喜劇
- 《主題遊戲》（테마게임）: 1995年4月22日 ~ 1999年11月22日
- 《女人對女人》（여자 대 여자/女子 對 女子）: 1998年4月26日 ~ 1999年10月14日
- 《討厭啦》（아니 벌써）: 1998年11月7日 ~ 1999年4月14日
- 《繃帶家族》（깁스가족/깁스家族）: 2000年1月7日 ~ 2000年5月12日
- 《三個朋友》（세 친구/세 親舊）: 2000年2月14日 ~ 2001年4月9日
- 《戀人們》（연인들/戀人들）: 2001年11月5日 ~ 2002年12月23日
- 《小姐與大嬸之間》（아가씨와 아줌마 사이）: 2004年5月9日 ~ 2004年10月10日
- 《再見Francesca》（안녕, 프란체스카）: 2005年1月24日 ~ 2006年2月27日
- 《靈魂伴侶》（소울메이트）: 2006年3月13日 ~ 2006年6月5日
- 《可以找到這個人》（할 수 있는 자가 구하라）: 2012年2月4日 ~ 2012年3月31日（僅於MBC Plus頻道播出）
- 《盲目家庭》（무작정 패밀리/無酌定 패밀리）: 2012年6月17日 ~ 2012年7月22日，2012年8月18日 ~ 2012年9月1日（於MBC every1頻道首播）
- 《盲目家庭2》（무작정 패밀리 2/無酌定 패밀리 2）: 2012年10月17日 ~ 2013年6月25日（於MBC every1頻道首播）
- 《盲目家庭3》（무작정 패밀리 3/無酌定 패밀리 3）: 2013年7月30日 ~ 至今（於MBC every1頻道首播）

### 迷你情境喜劇
- 《心跳變身》（두근두근 체인지/두근두근 締姻지）: 2004年5月16日 ~ 2004年8月8日
- 《奇蹟》（미라클）: 2004年8月15日 ~ 2004年10月30日
- 《我來自朝鮮》（조선에서 왔소이다/朝鮮에서 왔소이다）: 2004年11月6日 ~ 2004年12月19日
- 《第一千個男人》（천 번째 남자/千 番째 男子）: 2012年8月17日 ~ 2012年10月12日

## 相關項目
- KBS情景喜劇
- SBS情景喜劇
- tvN情景喜劇
- JTBC情景喜劇
- 朝鮮放送情景喜劇
- MBN情景喜劇